# Bleikitindur
Bleikitindur är en bergstopp i republiken Island. Den ligger i regionen Austurland, 300 km öster om huvudstaden Reykjavík. Toppen på Bleikitindur är 619 meter över havet.
Närmaste större samhälle är Höfn, omkring 13 kilometer sydväst om Bleikitindur. Trakten runt Bleikitindur består i huvudsak av gräsmarker.